# Moses Mielziner
Moses Mielziner (geboren am 12. August 1828 in Schubin, Provinz Posen, Preußen; gestorben am 18. Februar 1903 in Cincinnati, Ohio, USA) war liberaler Rabbiner und Professor am HUC.
Moses Mielziner war der Sohn des Ortsrabbiners Benjamin Leib Mielziner. Er war Schüler der Jeschiwa von Zwi Hirsch Klausner in Exin.
Von 1848 bis 1852 studierte er an der Friedrich-Wilhelms-Universität in Berlin. Er betrieb Studien bei Rabbiner Jacob Joseph Oettinger. Seine Ordination erhielt er von diesem und vom Prediger der Reformgemeinde Samuel Holdheim. Er promovierte 1857 in Gießen. Seine Doktorarbeit Die Verhältnisse der Sklaven bei den Hebräern erschien 1859 in Kopenhagen, wurde auch ins Englische übersetzt und machte ihn in den USA bekannt. 
Im Jahre 1852 wurde Mielziner Prediger in Waren, Mecklenburg-Schwerin. Dort geriet er in Konflikt mit dem orthodoxen Landesrabbiner und musste das Amt wieder verlassen. 1854 wurde er Prediger in Randers, Dänemark. Von 1857 bis 1865 war er Dajan und Leiter der Religionsschule in Kopenhagen. Dort heiratete er 1861 Rosette Levald.
Mielziner wanderte anschließend in die USA aus, wo er im September 1865 eine Stelle als Rabbiner der Ansche-chessed-Gemeinde in New York erhielt. Als Mitglied der Rabbinerversammlung von Philadelphia trat er 1869 für „entschiedenen Fortschritt“ ein. Nach der New Yorker Gemeindefusion wurde er 1873 aus dem Amt entlassen. Er wurde dann Leiter einer Privatschule in New York und erteilte Rabbinatskandidaten Unterricht. Er unterrichtete von 1879 bis 1903 am Hebrew Union College in Cincinnati Talmud und Rabbinische Literatur und war nach dem Tod von Isaac Mayer Wise von 1900 bis zu seinem Tode Präsident dieser Institution.

## Publikationen
- De Hebraeorum servis ancillisque dissertatio qua quali apud Hebraeos conditione serviquum populares tum peregrini usi fuerint ex Talmudistarum decretis fontibusque illustratur. (Deutsch: Die Verhältnisse der Sclaven bei den alten Hebräern, nach biblischen und talmudischen Quellen dargestellt. Ein Beitrag zur hebräisch-jüdischen Alterthumskunde.) Dissertation Gießen 1857, erschienen 1859 in Kopenhagen 
  - englische Übersetzung: Slavery Amongst the Ancient Hebrews. In: Moses Mielziner 1913, S. 64–103.
- Tale ved Chanukafesten i det jødiske Religionsskole. Kopenhagen 1860.